# Theridion gramineum
Theridion gramineum là một loài nhện trong họ Theridiidae.
Loài này thuộc chi Theridion. Theridion gramineum được Chuandian Zhu miêu tả năm 1998.